# Suddivisioni degli Stati Uniti d'America
Le suddivisioni degli Stati Uniti d'America, circa 85 000, sono entità politiche all'interno del territorio degli Stati Uniti.

## Tipologie
- Stati federati, solitamente divisi in contee e township, in città incorporate, villaggi e altri tipi di municipalità e in altre autorità pubbliche autonome o subordinate.
- Distretto di Columbia, che include Washington, capitale degli Stati Uniti. Sebbene non sia uno Stato e non elegga Senatori o Rappresentanti, i residenti votano alle elezioni presidenziali e fanno parte dell'Electoral College.
- Riserve indiane, sono quasi-indipendenti. Benché i residenti votino come quelli dello Stato in cui si trovano e paghino le tasse federali, le riserve sono esenti da molte leggi statali e locali. Questo status ambiguo ha creato sia opportunità (gioco d'azzardo in Stati che non lo autorizzano) che svantaggi specialmente nel commercio, dato che le aziende sono restie a impiantare attività in aree con legislazione incerta.
- L'unione federale, che costituisce il paese come un collettivo degli Stati ed esercita giurisdizione esclusiva sulle installazioni militari e le ambasciate ed i consolati in paesi esteri e secondo il District of Columbia Home Rule Act del 1973 ha autorità sugli affari locali del Distretto di Columbia.
- Alcune suddivisioni quasi-politiche come distretti di conservazione ecologica e distretti scolastici che sono di solito autorità pubbliche speciali e geograficamente designate.

## Unità politiche e sistemi di operazione
La suddivisione politica primaria degli Stati Uniti al di sotto dell'unione federale è lo Stato. Da un punto di vista tecnico e legale, gli Stati non sono suddivisioni create a partire dagli Stati Uniti, ma unità che compongono questi ultimi, dato il sistema di sovranità "parallela" a cui gli Stati e l'Unione appartengono. Secondo numerose decisioni della Corte Suprema degli Stati Uniti, i vari Stati e gli Stati Uniti (intendendo con questo termine l'unione dei cinquanta Stati e del Distretto di Columbia) sono giurisdizioni sovrane. La sovranità degli Stati Uniti è strettamente limitata ai casi previsti dalla Costituzione, mentre la sovranità di ogni singolo Stato è illimitata, fatta eccezione per:
1. la sovranità e i poteri che ogni Stato ha ceduto agli Stati Uniti per mezzo della Costituzione;
2. i provvedimenti interni alla costituzione del singolo Stato, che solitamente (ma non sempre) stabiliscono alcuni parametri per l'esercizio della sovranità statale.

La maggior parte degli Stati decentra l'amministrazione di alcuni dei suoi poteri, tipicamente in tre livelli, ma impiegandone sempre almeno due e a volte più di tre. Il primo livello di decentramento è sempre quello statale, costituito da agenzie che operano sotto diretto controllo dei principali organi del governo statale, come uffici statistici e dipartimenti della salute pubblica e delle autovetture. Il secondo livello di decentramento è sempre la contea (county. In Alaska si hanno i boroughs o le aree di censimento, in Louisiana le "parrocchie"), che è una suddivisione amministrativa dello Stato. Può anche essere più di questo (ad esempio, una "municipalità metropolitana" - metropolitan municipality) ma è sempre una suddivisione amministrativa dello Stato. Il terzo livello si può ritrovare in molti Stati, specialmente nel Midwest, ed è la township, una suddivisione amministrativa della contea.
Principalmente, le contee esistono per fornire supporto locale alle attività del governo centrale dello Stato, come ad esempio la riscossione delle imposte (le contee non hanno quasi mai il potere di imporre tasse), ma senza fornire alcuno dei servizi che vengono generalmente associati alle municipalità perché le contee sono solitamente troppo estese per questo scopo. È a questo scopo che vengono create le townships, in modo da fornire servizi al pubblico residente nelle zone che non fanno parte di una municipalità.
In alcuni Stati, come il Michigan, le università statali sono giurisdizioni costituzionalmente autonome, con uno status speciale in qualche modo equivalente a quello delle municipalità metropolitane. Ciò significa che operano come se fossero delle municipalità ma la loro autonomia dalla maggior parte dei controlli legislativi ed esecutivi le rende comparabili a suddivisioni amministrative dello Stato, di importanza pari o superiori alle contee.
In certi Stati, le città operano indipendentemente dalle townships. Alcune città (in Virginia, tutte) operano al di fuori di qualsiasi giurisdizione di contea. Le città (cities o towns) sono diverse da contee e townships in quanto non sono divisioni amministrative dello Stato. Invece, esse sono corporazioni municipali semi-autonome riconosciute dallo Stato. Essenzialmente, la città come corporazione municipale è la forma moderna dell'antica città-stato, un'entità sovrana che oggi esiste solo nelle forme di Monaco, San Marino, Singapore e Città del Vaticano.
Fra le divisioni dello Stato federale si ha anche il Distretto di Columbia, che contiene il palazzo del Campidoglio, sede del governo degli Stati Uniti (a differenza di molti altri paesi, dove la sede del governo è la principale residenza ufficiale del presidente, del monarca o di altro tipo di capo di Stato, come Buckingham Palace nel Regno Unito, Rideau Hall in Canada e l'Áras na hUachtarán in Irlanda). Il Congresso degli Stati Uniti esercita giurisdizione esclusiva sul distretto e su tutti i territori di proprietà del governo federale.
Inoltre quattro dei cinquanta Stati (Massachusetts, Pennsylvania, Virginia e Kentucky) si riferiscono a sé stessi come Commonwealth, termine che rimanda ai trattati e alle costituzioni originarie dei fondatori degli Stati stessi. Nel contesto federale, con il termine ci si riferisce ad uno status intermedio tra quello di territorio e quello di Stato (sia nel senso di "Stato indipendente" che in quello di "Stato degli Stati Uniti"), ma tale significato non si applica ai suddetti quattro Stati, che si riconoscono come commonwealth nella propria costituzione statale. In realtà, a livello federale, non c'è distinzione e il termine è poco più di un arcaismo. Diverso è il caso di Porto Rico e delle Isole Marianne Settentrionali, territori con lo status di "commonwealth associato agli Stati Uniti". In futuro, i due territori potrebbero essere elevati al livello di Stato, o potrebbero diventare completamente indipendenti, come è già successo con le Filippine nel 1946, dopo essere state per molti anni un commonwealth. Un territorio (organizzato o meno) ha nel complesso meno diritti di un commonwealth o di uno Stato, ma nella graduatoria è situato un gradino al di sopra dei "possedimenti", come ad esempio Wake, che non ha una popolazione permanente e non richiede nemmeno un semplice governo locale.

## Controllo federale del territorio degli Stati Uniti

### Congresso degli Stati Uniti
L'articolo IV, sezione 3 della Costituzione definisce l'estensione dell'autorità che il Congresso esercita sul territorio degli Stati Uniti:
Nuovi Stati potranno essere ammessi dal Congresso a far parte dell'Unione, ma non potrà essere costituito uno Stato nuovo entro i confini di qualsiasi Stato già esistente, né potrà essere formato uno Stato dall'unione di due o più Stati già esistenti, o di parte di essi, senza il consenso degli organi legislativi degli Stati interessati, nonché del Congresso.
Al Congresso sarà attribuito il potere di disporre del territorio o di altre proprietà appartenenti agli Stati Uniti e di stabilire tutte le indispensabili norme e misure relative; e niente nella presente Costituzione potrà essere interpretato in modo da pregiudicare qualsiasi diritto territoriale degli Stati Uniti o di un singolo Stato.
Il potere del Congresso sulle divisioni territoriali che non sono parte di uno degli Stati è esclusivo e universale. Una volta che un territorio diventa uno Stato dell'Unione, lo Stato deve consentire qualsiasi cambiamento pertinente la giurisdizione di quello Stato. Una sola volta è stato violato questo principio, nella secessione della Virginia Occidentale dalla Virginia.

## Stati degli Stati Uniti d'America
Al momento della dichiarazione di indipendenza (1776), gli Stati Uniti erano costituiti da 13 Stati, ex colonie del Regno Unito. Negli anni seguenti il numero è costantemente cresciuto stante l'espansione verso ovest, con la conquista e l'acquisto di terre da parte del Governo degli Stati Uniti, e anche a causa della suddivisione degli Stati già esistenti, fino a portare all'attuale numero di 50:

Cartina degli Stati Uniti con i confini statali. Alaska ed Hawaii sono disegnati fuori scala e le Isole Aleutine e quelle disabitate a nord-ovest delle Hawaii sono omesse.

| - Alabama (AL) - Alaska (AK) - Arizona (AZ) - Arkansas (AR) - California (CA) - Carolina del Nord (NC) - Carolina del Sud (SC) - Colorado (CO) - Connecticut (CT) - Dakota del Nord (ND) - Dakota del Sud (SD) - Delaware (DE) - Florida (FL) | - Georgia (GA) - Hawaii (HI) - Idaho (ID) - Illinois (IL) - Indiana (IN) - Iowa (IA) - Kansas (KS) - Kentucky (KY) - Louisiana (LA) - Maine (ME) - Maryland (MD) - Massachusetts (MA) - Michigan (MI) | - Minnesota (MN) - Mississippi (MS) - Missouri (MO) - Montana (MT) - Nebraska (NE) - Nevada (NV) - New Hampshire (NH) - New Jersey (NJ) - New York (stato) (NY) - Nuovo Messico (NM) - Ohio (OH) - Oklahoma (OK) - Oregon (OR) | - Pennsylvania (PA) - Rhode Island (RI) - Tennessee (TN) - Texas (TX) - Utah (UT) - Vermont (VT) - Virginia (VA) - Virginia Occidentale (WV) - Washington (WA) - Wisconsin (WI) - Wyoming (WY) |

### Suddivisioni degli Stati

#### Contee degli Stati Uniti
Gli Stati sono divisi in unità amministrative più piccole chiamate contee. Fanno eccezione l'Alaska che è divisa in boroughs (o aree censuarie) e la Louisiana divisa in parrocchie (parishes). Le contee possono avere al loro interno città (cities), cittadine (towns), paesi, frazioni o villaggi (villages) o caseggiati rurali (hamlets), o talvolta solo parte di una città. Le contee assumono vari livelli di importanza in termini politici e legali, a seconda dello Stato. In alcuni Stati vi è un'ulteriore suddivisione amministrativa per cui le contee sono formate da più township. Anche per le township va esaminato caso per caso, a seconda dello Stato, il tipo di autonomia amministrativa applicata.

### Territori degli Stati Uniti
Le terre e regioni che non fanno parte di alcuno Stato, e non sono assegnate ai nativi americani, sono spesso legalmente designate come "Territori" da parte del governo statunitense. Tutti gli ex "Territori incorporati" sono ora degli Stati (eccetto l'Atollo Palmyra). Molti territori non incorporati di oltremare, un tempo possedimenti, sono oggi Stati indipendenti (le Filippine sono l'esempio più noto).
A differenza degli Stati, l'autorità di governo su questi territori non discende dalle popolazioni che li abitano ma direttamente dal governo federale; ad ogni modo, nella maggior parte dei casi, il Congresso ha garantito ampia autonomia di governo in questi casi.

#### Aree insulari degli Stati Uniti d'America
Alcune isole dell'oceano Pacifico e del mar dei Caraibi sono considerate Aree insulari degli Stati Uniti d'America.

##### Incorporati (parte degli Stati Uniti d'America)

###### Abitati
- nessuno

###### Disabitati
- Atollo Palmyra (disabitato, proprietà del The Nature Conservancy ma amministrato dall'Office of Insular Affairs; parte delle Isole minori esterne degli Stati Uniti d'America)

##### Non incorporati (possedimenti)

###### Abitati
- Samoa Americane (ufficialmente non organizzate, sebbene si autogovernino sotto l'autorità del Dipartimento degli affari interni statunitense)
- Guam (organizzata dall'Organic Act del 1950)
- Isole Marianne Settentrionali (commonwealth, organizzato con patto del 1977)
- Porto Rico (commonwealth, organizzato in base ai termini del Puerto Rico-Federal Relations Act del 1950)
- Isole Vergini Americane (organizzate dal Revised Organic Act del 1954)

###### Disabitati
Formano le Isole minori esterne degli Stati Uniti d'America:
- Isola Baker
- Isola Howland
- Isola Jarvis
- Atollo Johnston
- Kingman Reef
- Isole Midway (amministrato come il National Wildlife Refuge dell'Atollo Midway)
- Isola Navassa
- Isola di Wake

Dal 18 luglio 1947 al 1º ottobre 1994 gli Stati Uniti hanno amministrato il Territorio sotto tutela delle isole del Pacifico, ma più di recente si è aperto un tipo nuovo di relazione politica con tutte e quattro le differenti unità (le Isole Marianne Settentrionali più le tre entità elencate qui di seguito).

### Stati liberamente associati
Sono liberamente associati quei tre Stati sovrani con i quali gli Stati Uniti hanno pattuito un accordo di libera associazione. Essi non appartengono alla giurisdizione statunitense dal momento che sono diventati sovrani, comunque, potevano essere considerati come delle dipendenze degli Stati Uniti d'America almeno fino a quando sono stati ammessi a far parte delle Nazioni Unite negli anni novanta del XX secolo.
- Isole Marshall
- Stati Federati di Micronesia
- Repubblica di Palau

### Aree insulari contese
Alcune aree insulari sono rivendicate dagli Stati Uniti e altri Paesi sovrani:
- Isola Navassa (con Haiti)
- Machias Seal Island (col Canada) - questo non è un territorio non incorporato
- North Rock (col Canada)
- Stretto di Juan de Fuca (col Canada)
- Dixon Entrance (col Canada)
- Mare di Beaufort (col Canada)
- Isola di Wake (con le Isole Marshall)
- Isola Serranilla (con la Colombia)
- Bajo Nuevo Bank (con la Giamaica)
- Isola di Bennett (con la Russia)
- Isola di Henrietta (con la Russia)
- Isola Herald (con la Russia)
- Isola Jeannette (con la Russia)
- Isola di Wrangel (con la Russia)

## Distretti elettorali
Ogni istituzione politica definisce per se stessa i distretti da cui sono eletti i suoi membri. Tra questi ci sono i Distretti congressuali e quelli alla base delle elezioni statali.

## Altri distretti
Oltre alle entità con finalità governativa, esistono anche distretti di conservazione.